# فرانك ريد (لاعب كرة قدم كندية)
فرانك ريد هو لاعب كرة قدم كندية كندي، ولد في عقد 1940.

## وصلات خارجية
- فرانك ريد على موقع JustSportsStats.com (الإنجليزية)